# يحيى بن منصور الحكيم
هو صاحب الرصد في أيام المأمون، وكان متبحرًا في علوم الهندسة.
قال: 
| يحيى بن منصور الحكيم | إذا غلبت القوةالغضبية والشهوانية العقل، لا يرى المرء الصحة إلا صحة جسده، ولا العلم إلا ما استطال به، ولا الأمن إلا في قهر الناس، ولا الغنى إلا في كسب المال؛ وكل ذلك مخالف للقصد، مقرب من الهلاك | يحيى بن منصور الحكيم |

.